# Старчево (Куявсько-Поморське воєводство)
Старчево (пол. Starczewo, нім. Busch) — село в Польщі, у гміні Стшельно Моґіленського повіту Куявсько-Поморського воєводства.
У 1975-1998 роках село належало до Бидгощського воєводства.